# Hydrocassis scapulata
Hydrocassis scapulata är en skalbaggsart som beskrevs av Leon Fairmaire 1878. Hydrocassis scapulata ingår i släktet Hydrocassis och familjen palpbaggar. Inga underarter finns listade i Catalogue of Life.